# Рекеев, Алексей Васильевич
Реке́ев Алексе́й Васи́льевич (чув. Рекей Лекçейĕ; 1848, Кошки-Новотимбаево, Буинский уезд, Симбирская губерния — 1932, Байглычево, Яльчикский район, Чувашская АССР) — чувашский просветитель, церковный и общественный деятель, священник, миссионер, этнограф, педагог и переводчик, один из основоположников новой чувашской письменности и литературы.

## Происхождение, учёба
Рекеев родился в многодетной крестьянской семье в селе Кошки-Новотимбаево Буинского уезда Симбирской губернии (в один год и в одном селе с «патриархом чувашей» И. Я. Яковлевым), «сын крестьянина из чуваш». Владел чувашским и татарским языками. Учился в Бурундукском удельном училище.
С детских лет Рекеев испытывал сильную тягу к знаниям. 28 октября (9 ноября) 1868 г., преодолев пешком более семидесяти километров, он прибыл в Симбирск на ученье, остановившись на частной квартире своего односельчанина и товарища — ученика Симбирской классической гимназии И. Яковлева. Этот день считается днём основания Симбирской чувашской учительской школы (первой национальной школы в истории чувашского народа), а А. Рекеев — её первым (одним из трёх) учеником и первым учеником И. Яковлева.
До 1870 г. А. Рекеев учился в Симбирском уездном училище, затем — на двухгодичных педагогических курсах, которые окончил 20 июня (2 июля) 1872 г.

## Учительская и переводческая деятельность
20 августа (1 сентября) 1872 г., по распоряжению директора народных училищ Симбирской губернии, А. Рекеев был назначен учителем Среднетимерсянского (Средне-Темерсянского) начального сельского училища Симбирского уезда Симбирской губернии. 30 сентября (12 октября) 1874 г., по распоряжению попечителя Казанского учебного округа, он был определён учителем начальной чувашской школы при Казанской учительской семинарии, где работал под непосредственным руководством выдающегося русского миссионера и просветителя Н. Ильминского.
Под руководством И. Яковлева А. Рекеев участвовал в переводе Евангелия, Псалтыря, Апостола, Священной Истории и ряда богослужебных книг, составлении нового чувашского алфавита и первых букварей, организации первых съездов чувашских учителей. По словам И. Яковлева, А. Рекеев был «одним из верных и полезных деятелей в образовании чуваш».

## Священническая и миссионерская деятельность
21 ноября (3 декабря) 1878 г., по ходатайству директора Казанской учительской семинарии Н. Ильминского, Рекеев был рукоположён во диакона «к домовой Захарие-Елисаветенской церкви при той же Семинарии». С 1878 по 1881 гг. он являлся законоучителем («в сане диакона») начальной школы при Казанской учительской семинарии. 4 (16) января 1882 г. «за отлично-усердную семилетнюю службу в звании учителя начального чувашского училища при Казанской Учительской Семинарии» Рекеев получил благодарность от начальника Казанского учебного округа.   
25 сентября (7 октября) 1881 г., опять же по ходатайству Н. Ильминского, А. Рекеев был рукоположён во священника в чувашский приход села Байглычево Тетюшского уезда Казанской губернии (ныне — в Яльчикском районе Чувашской Республики), приступив к служению в нём с 1 (13) октября 1881 г. При этом он стал первым священником-чувашом за всю историю прихода: все служившие до Рекеева тринадцать священников, по его словам, являлись русскими.
С 1881 г. он являлся законоучителем в «Байглычевском Министерском одноклассном инородческом училище», с 1882 г. — в Андиберской (Андиберовской), с 1897 г. — в Апанасовской церковно-приходских школах. 28 октября (9 ноября) 1887 г. «за усердное преподавание Закона Божия в местном училище» Рекеев был награждён набедренником.
В 1894 г. под его руководством, на средства прихожан, в селе Байглычево был построен новый деревянный храм Во имя Святыя Живоначальныя Троицы. 19 июня (1 июля) 1894 г. «за труды по построению нового храма» А. Рекеева наградили скуфьёю. В том же году он организовал в Байглычево магазин-склад чувашских книг.
В Байглычевский приход — по состоянию на 1909 г. — входили: село Байглычево (Айбеси или Айбеч) (где проживали военные и крестьяне «из чуваш»), деревни Андиберово (Новые Айбеси) (население — военные и крестьяне «из чуваш»), Избахтино (Ковали) (население — военные и крестьяне «из чуваш»), Изанбаево (население — военные и крестьяне «из чуваш»), Янашево (Биктубаево или Андреевка) (население — военные и крестьяне «из чуваш»), Апанасово-Темяш (Апанасово-Темяши) (население — военные и крестьяне «из русских» и «из чуваш») и Алексеевка (население — военные и крестьяне «из русских») Тетюшского уезда. Всего в это время в приходе было 511 дворов «чуваш с военными» (в которых проживали 1456 мужчин и 1351 женщина) и 48 дворов русских (где проживали 104 мужчины и 108 женщин).
24 октября (6 ноября) 1902 г. Тетюшским уездным отделением Казанского епархиального училищного совета Рекеев был избран в попечители Ново-Андиберовской и Апанасово-Темяшской (Апанасово-Темяшинской) церковно-приходских школ; состоял «младшим помощником благочинного». 6 (19) мая 1903 г. награждён камилавкою «за усердную службу по ведомству Министерства Народного Просвещения».
26 декабря 1904 г. (8 января 1905 г.) архиепископом Казанским и Свияжским Димитрием (Д. Самбикиным) Рекеев был утверждён постоянным членом Тетюшского отделения Казанского епархиального училищного совета. 12 (25) февраля 1905 г. — «за двадцатипятилетнюю службу по народному образованию» — он был удостоен ордена Святой Анны 2-й степени.
К началу 1911/1912 (XLV) «братского года» Рекеев был назначен Тетюшским участковым (уездным) миссионером. Причём, уже в первый год исправления этой должности он «представил подробное описание религиозного состояния д[еревни] Избахтино Байглычевского прихода и д[еревни] Ясашное Барышево Чернышевского прихода». 
В приходской церкви Байглычево он служил до осени 1916 г. (по другим сведениям — до 1917 г.). 
В голодные годы А. Рекеев являлся активным организатором помощи голодающим.

## Семья
А. Рекеев был женат на Марии Ивановне Рекеевой (возраст, по состоянию на 1909 г., 53 года). Сведений о детях не имеется.

## Кончина
Умер и похоронен А. Рекеев в том же селе Байглычево — у церкви, в которой служил. Могила сохранилась и в настоящее время благоустроена.

## Увековечение памяти
В мае 2009 г. в селе Байглычево был торжественно открыт памятник Рекееву. Идея эта возникла в 2008 г., когда отмечалось 160-летие Алексея Васильевича и Ивана Яковлевича Яковлева

В церемонии открытия памятника приняли участие глава района Николай Миллин, президент чувашского фонда «Еткер» Олег Мустаев, президент Чувашского национального конгресса Геннадий Архипов, профессиональный художник, скульптор, член Союза чувашских писателей и народной академии Николай Кондрашкин, заслуженный военный летчик Российской Федерации полковник Анатолий Казаков, близкая родственница А. В. Рекеева Елена Шафейкина, представители из Кошки-Новотимбаевского сельского поселения Республики Татарстан, историки, краеведы. Выступая перед яльчикцами и гостями, глава района отметил выдающийся вклад Рекеева в дело просвещения чувашского народа, в том числе жителей Яльчикского района.— В Яльчикском районе состоялось открытие памятника чувашскому просветителю Алексею Васильевичу Рекееву.

## Опубликованные труды А. В. Рекеева
- Рекеев А.,  Чуваши. Применение системы Ильминского к их просвещению // Сотрудник Братства святителя Гурия, 1911, № 25 и 26 (26 июня), 385 — 418 с. (Републиковано: Алексеев И. Е., Православная миссия в Казанской епархии в конце XIX — начале XX вв. / Выпуск I: Статьи и документы по истории православного миссионерства, храмов и монастырей, Казань, изд. ООО «Астория», 2010, 87 — 117 с.

- Рекеев А., О Байглычевском приходе // Сотрудник Приволжской Миссии, 1911. — № 49 (4 декабря), 786 — 788 с.